# Professores (Coronel Fabriciano)
Professores é um bairro do município brasileiro de Coronel Fabriciano, no interior do estado de Minas Gerais. Localiza-se no distrito-sede, estando situado no Setor 1. Segundo o censo demográfico de 2022, realizado pelo Instituto Brasileiro de Geografia e Estatística (IBGE), sua população era de 861 habitantes e havia 355 domicílios particulares permanentes ocupados.
O bairro foi criado pela Associação Padres do Trabalho em 1973, com a intenção de amenizar o impacto da instalação do Unileste. Dessa forma, era inicialmente um conjunto habitacional destinado aos professores e funcionários da universidade, o que justifica o nome recebido; o Universitário, por sua vez, foi remetido aos estudantes. Vizinho ao Centro de Fabriciano, é onde está localizado o Estádio Louis Ensch e a sede dos Escoteiros na cidade.

## História

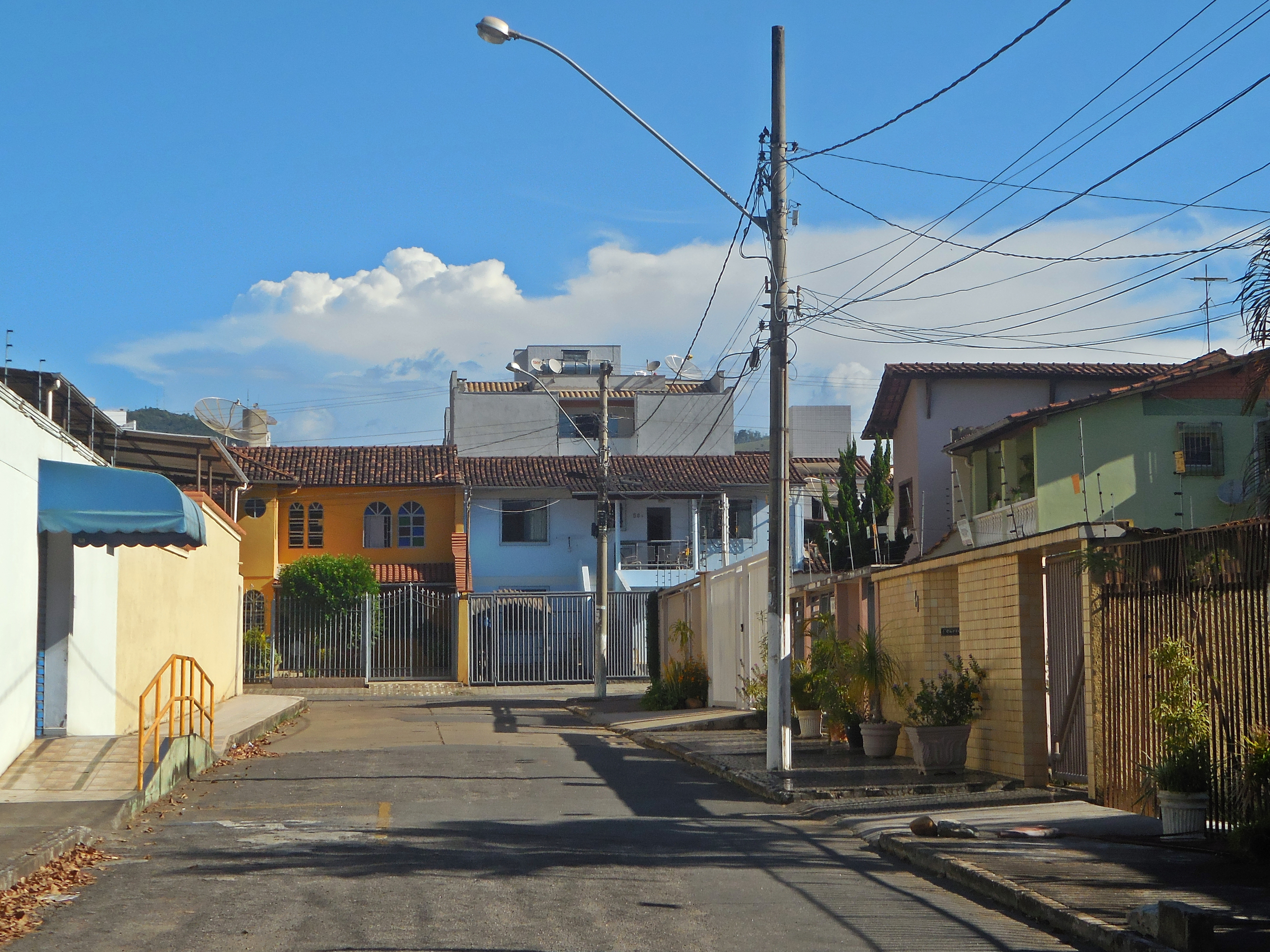
Aspecto do bairro visto da Rua Ari Barros

O crescimento populacional observado na atual Região Metropolitana do Vale do Aço, em função da instalação das grandes indústrias entre as décadas de 1930 e 50, implicou a criação do Centro Universitário Católica do Leste de Minas Gerais (Unileste), primeiro grande complexo educacional da região, no final dos anos 1960. Poucos anos mais tarde, a Associação Padres do Trabalho, responsável pela fundação do Unileste, encarregou-se também da construção dos bairros Universitário, visando a servir de moradia aos estudantes, e Professores, conjunto de moradias elitizado criado a fim de abrigar os professores e funcionários da instituição em Coronel Fabriciano. Isso justifica o nome recebido.
A construção dos conjuntos habitacionais teve como objetivo amenizar o impacto da instalação da universidade em Coronel Fabriciano. O bairro dos Professores foi oficialmente criado em 1973 e as casas começaram a ser entregues em julho do mesmo ano, com a pavimentação já concluída, tendo como primeiro habitante a professora Ademir Castro. O projeto original possuía cinco quadras com 16 casas cada uma, em área limítrofe ao Centro de Fabriciano. A maioria das residências construídas eram geminadas, com dois quartos, três banheiros (um deles social), duas salas, cozinha, garagem e quintal cada habitação. Basicamente a parte social se restringia ao térreo, enquanto que os dormitórios estavam no segundo piso.
Com o passar do tempo novas vias surgiram nas terras disponíveis vizinhas ao núcleo original e foram incorporadas ao bairro, como a Avenida Sanitária (atual Avenida Julita Pires Bretas) às margens do ribeirão Caladão. O logradouro foi criado com a canalização em gabiões desse trecho do ribeirão, que tinha a intenção de minimizar as enchentes entre as décadas de 1970 e 80. Com isso, abriu-se espaço para a realização de loteamentos de grande porte, onde também foram construídos os primeiros prédios, na década de 80. Boa parte das casas do conjunto sofreram reformas posteriormente, sendo que quase todas as fachadas já haviam passado por transformações até o final dos anos 1980. Tornou-se um bairro residencial valorizado devido à mera proximidade do Centro de Fabriciano e ao acesso a serviços urbanos e lazer. Em 2016, a Avenida Julita Pires Bretas recebeu a revitalização de seu calçadão e reformas em sua contenção.

## Geografia e demografia

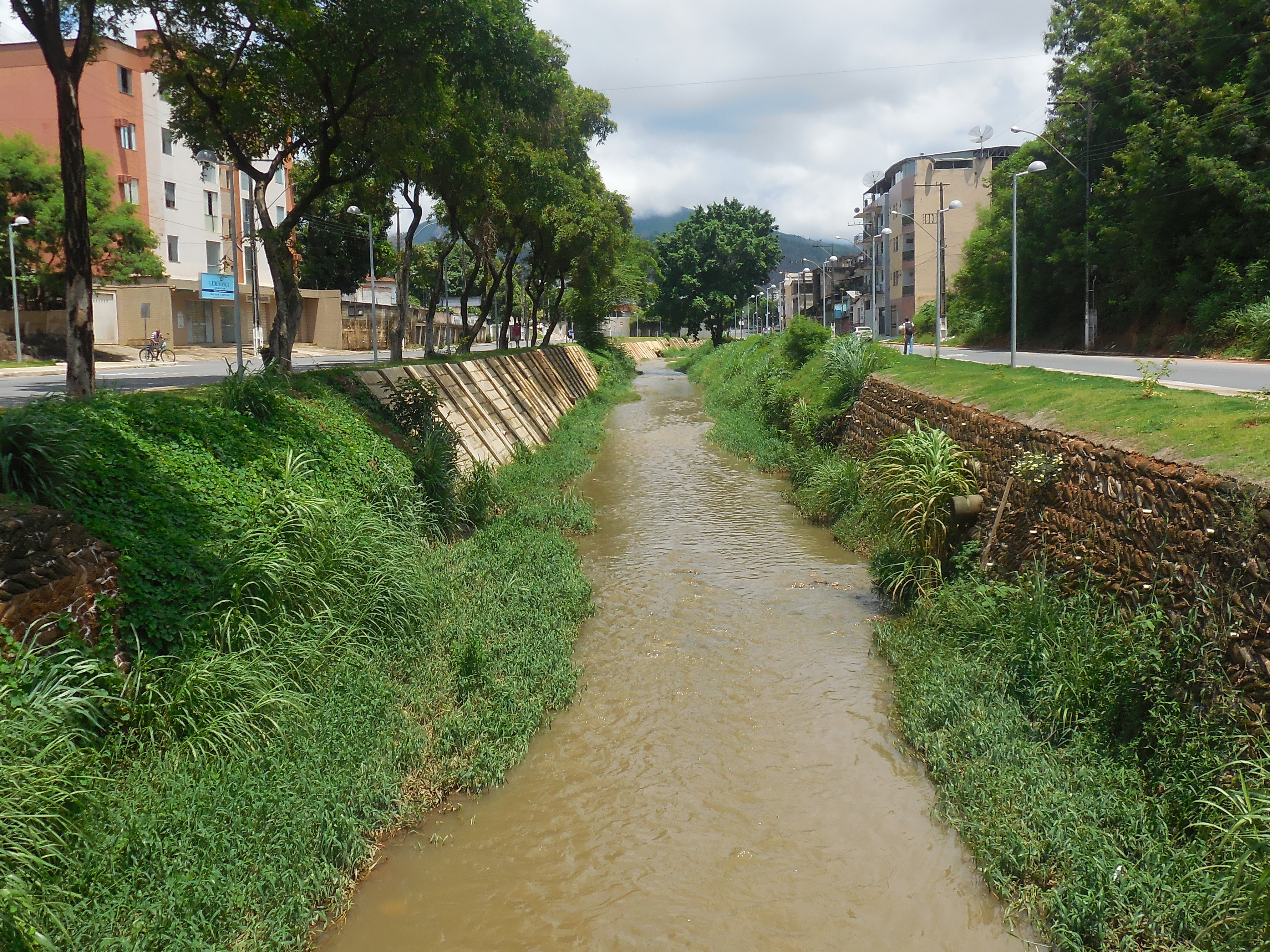
Ribeirão Caladão entre os bairros Professores e Bom Jesus

O bairro dos Professores está localizado a sul da zona urbana de Coronel Fabriciano. Encontra-se implantado sobre uma declive com o ribeirão Caladão marcando um de seus limites. A Avenida Julita Pires Bretas margeia o curso hidrográfico, que corta a zona urbana de Fabriciano e recebe sujeira e poluição originada de residências e pequenas indústrias, oficinas ou matadouros de suas margens.
Em 2022, a população foi estimada pelo Instituto Brasileiro de Geografia e Estatística (IBGE) em 861 habitantes e havia 355 domicílios particulares permanentes ocupados. Em 2010, havia 887 habitantes e 340 domicílios particulares. O bairro é valorizado pelo setor imobiliário, uma vez que há predomínio de residências ao mesmo tempo de se estar localizado ao lado do Centro de Fabriciano, um dos principais núcleos comerciais da região. Com relação às práticas religiosas, encontra-se abrangido pela atuação pastoral católica da Comunidade e Paróquia São Sebastião, que representa a cossede da Diocese de Itabira-Fabriciano, e recebe algumas das atividades e eventos da divisão.

## Infraestrutura e lazer

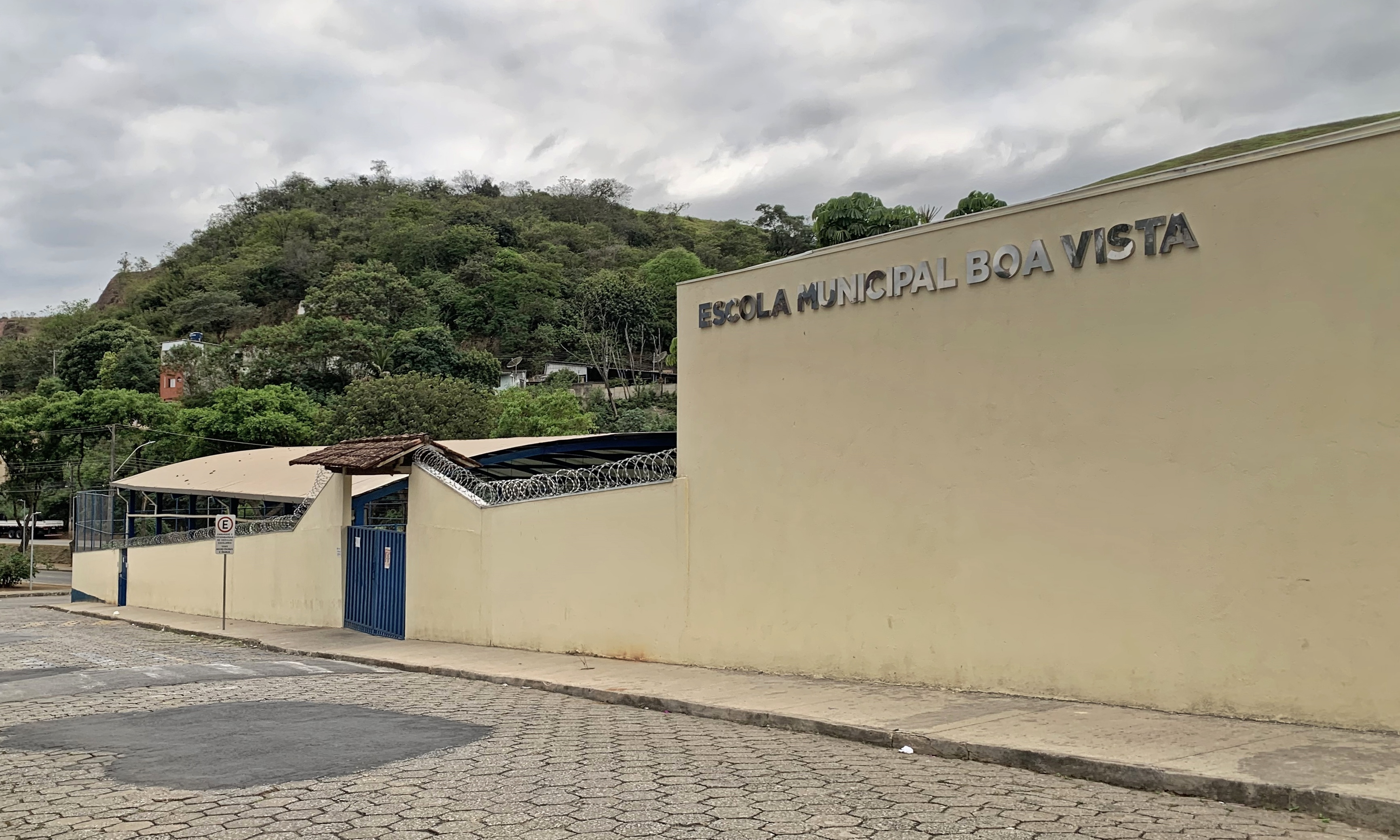
Fachada da Escola Municipal Boa Vista (prédio da antiga Escola Estadual Doutor Querubino)

Um ponto de referência é o prédio da antiga Escola Estadual Doutor Querubino, que está localizado na Rua Ephrem Macedo. A instituição de ensino foi criada inicialmente no bairro Nossa Senhora do Carmo em 15 de fevereiro de 1968 e, após sucessivas trocas provisórias de sede, foi implantada em seu atual prédio próprio em 1983, sob intermédio do ex-prefeito Mariano Pires Pontes. Contudo, a instituição foi fechada e seu prédio passou a sediar a Escola Municipal Boa Vista em 2020, com turmas do ensino fundamental. O serviço de abastecimento de água é feito pela Companhia de Saneamento de Minas Gerais (Copasa), enquanto que o abastecimento de energia elétrica é de responsabilidade da Companhia Energética de Minas Gerais (Cemig), sendo que 100% da população possui acesso à rede elétrica.
O Trevo Pastor Pimentel, que é o entroncamento entre as avenidas Magalhães Pinto e Tancredo Neves, também divide o núcleo habitacional e o Centro de Fabriciano do bairro Giovannini e do distrito Senador Melo Viana. No interior do bairro não transitam ônibus do transporte público, exceto na Avenida Julita Pires Bretas, por onde passam algumas linhas, porém o núcleo residencial está a poucos metros das ruas onde os ônibus urbanos e interurbanos circulam no Centro da cidade e na Avenida Tancredo Neves.
Outro marco do bairro é o Estádio Louis Ensch, que foi inaugurado em 1950 e é a casa do principal clube de futebol de Fabriciano, o Social Futebol Clube. O estádio é palco de partidas importantes dos campeonatos amadores locais ou mesmo de jogos oficiais de algumas das categorias do Campeonato Mineiro de Futebol. No bairro dos Professores também se encontra a sede do 27º Grupo Escoteiro Tapajós, situada na Rua Amazonas, que funciona desde 1963 e oferece às crianças e jovens diversas atividades ligadas ao ramo do Escotismo. Na Avenida Julita Pires Bretas, à margem do ribeirão Caladão, há um calçadão que é frequentemente utilizado para caminhadas.
Também se destacam as atividades de lazer voltadas à população, que, muitas vezes, são organizadas pela Paróquia São Sebastião ou nas escolas. Até a década de 90, o percurso do tapete de Corpus Christi da paróquia começava na Igreja Matriz de São Sebastião e direcionava-se até a Rua Pedro Nolasco, voltando então ao templo, sendo transferido para as ruas dos bairros Santa Helena e Professores após a conclusão da Catedral. O grupo de escoteiros realiza, em sua sede, algumas atividades abertas à população. Outra forma de lazer presente no bairro são as brincadeiras de crianças nas ruas e as conversas de moradores nas calçadas, embora o aumento da criminalidade e a mudança de hábitos dos moradores, com a popularização dos televisores, videogames e computadores nas casas, acompanhando uma tendência das cidades brasileiras, tenha reduzido essas formas de interação desde meados da década de 2000.